# Liomyrmex taylori
Liomyrmex taylori är en myrart som beskrevs av Tiwari och Jonathan 1986. Liomyrmex taylori ingår i släktet Liomyrmex och familjen myror. Inga underarter finns listade i Catalogue of Life.